# مجلس الدولة الكوبي
مجلس الدولة الكوبي (بالإسبانية: Consejo de Estado)‏، يُعتبر بمثابة الحكومة في كوبا. أُنشئ هذا المجلس بموجب الدستور الكوبي المُعتمد منذ عام 1976. والذي يضع السلطات التنفيذية بيد مجلس الدولة الكوبي. يتكون المجلس من 31 عضوًا، يتم انتخابهم بواسطة الجمعية الوطنية للسلطة الشعبية في كوبا. يتكون المجلس من رئيس المجلس، وستة نواب للرئيس. بالإضافة إلى 24 وزيرًا آخرين. يشغل رئاسة المجلس حاليًا ميجيل دياز، منذ عام 2008.